# 526 Dywizja Rezerwowa (III Rzesza)
526 Dywizja Rezerwowa (niem. 526. Reserve-Division) – jedna z niemieckich dywizji rezerwowych. Jej tworzenie rozpoczęto we wrześniu 1944 roku, jednak jej pododdziały zostały rozdzielone między wojskami frontowymi. Dowodził nią generał porucznik Kurt Schmidt.